# Агнес фон Золмс-Лаубах
Агнес фон Солмс-Лаубах (на немски: Agnes zu Solms-Laubach; * 7 януари 1578, Лаубах; † 23 ноември 1602, Лаубах) е графиня на Солмс-Лаубах и чрез женитба ландграфиня на Хесен-Касел (1593 – 1602).

## Биография
Тя е дъщеря на граф Йохан Георг I фон Золмс-Лаубах (1546 – 1600) и Маргарета фон Шьонбург-Глаухау (1554 – 1606).
Агнес се омъжва на 15 години на 23 септември 1593 г. в Касел за ландграф Мориц фон Хесен-Касел (1572 – 1632). Тя е първата му съпруга. Те се запознават през 1589 г. на сватбата на най-голямата му сестра Анна Мария фон Хесен-Касел.
Агнес умира на 24 години на 23 ноември 1602 г. След смъртта ѝ Мориц се жени през 1603 г. за Юлиана фон Насау-Диленбург (1587 – 1643).

## Деца
Агнес има с ландграф Мориц фон Хесен-Касел децата:
- Ото (1594 – 1617)

∞ 1613 принцеса Катарина Урсула фон Баден-Дурлах (1593 – 1615)
∞ 1617 принцеса Агнес Магдалена фон Анхалт-Десау (1590 – 1626)
- Елизабет (1596 – 1625)

∞ 1618 херцог Йохан Албрехт II от Мекленбург-Гюстров (1590 – 1636)
- Мориц (1600 – 1612)
- Вилхелм V (1602 – 1637), ландграф на Хесен-Касел

∞ 1619 принцеса Амалия Елизабет фон Ханау-Мюнценберг (1602 – 1651)